# Сицкий, Иван Фёдорович
Князь Иван Фёдорович Сицкий (?—1568) — рында, голова и воевода во времена правления Ивана IV Васильевича Грозного.
Из княжеского рода Сицкие. Шестой сын князя Фёдора Петровича Сицкого по прозванию Кривой. Имел братьев, князей: Александра, Семёна, Андрея, Юрия Большого, Фёдора, Юрия Меньшого.

## Биография
В 1515 году второй воевода Сторожевого полка на Вошане. В 1520 году четвёртый воевода в Нижнем Новгороде. В 1532 году третий голова в Галиче. В 1543 году третий голова в Нижнем Новгороде, «за городом», в июле командовал полком левой руки во Владимире. В октябре 1544 года рында со вторым саадаком в походе к Полоцку. В марте 1545 года первый воевода шестого Ертаульного полка в Казанском походе по Волге. В апреле 1549 года второй воевода тринадцатого Передового полка в шведском походе.
Умер 30 сентября 1568 года приняв постриг с именем Конон, погребён в Новоспасском монастыре.

## Семья
От брака с неизвестной имел детей:
- Князь Сицкий Юрий Иванович — написан первым в третью статью московских детей боярских, рында со вторым саадаком в походе к Полоцку (1551), на свадьбе царя Симеона и Марии Андреевны Кутузовой-Клеопиной сидел на жениховом месте (1554), второй голова при боярине князе Курлятьеве в Большом полку в Туле (1560), упоминается в писцовой книге Казани среди князей сосланных в начале опричнины (1565—1568)[2].
- Князь Сицкий Василий (Савва) Иванович — рында с рогатиной в походе к Полоцку (1551), погиб в Полоцке с князем Петром Ивановичем Шуйским (январь 1564). Женат на Анне, дочери Данилы Григорьевича Фомина (Квашнина), от этого брака родилась дочь княжна Мария[2].

## Критика
В связи со созвучностью фамилий, в документах иногда путали Ивана Фёдоровича Сицкого с Иваном Фёдоровичем Судским Меньшим, прозвание которого в документах опускалось.